# L-galaktonolakton oksidaza
-galaktonolakton oksidaza (EC 1.3.3.12, L-galaktono-1,4-laktonska oksidaza) je enzim sa sistematskim imenom L-galaktono-1,4-lakton:kiseonik 3-oksidoreduktaza. Ovaj enzim katalizuje sledeću hemijsku reakciju
-galakto-1,4-lakton + O2 {\displaystyle \rightleftharpoons } L-askorbat +H2O2
Ovaj enzim je flavoprotein. On deluje na the 1,4-laktone L-galaktonske, D-altronske, L-fukonske, D-arabinske i D-treonske kiseline. On nije identičan sa EC 1.1.3.8, L-gulonolakton oksidazom (cf. EC 1.3.2.3, galaktonolaktonska dehidrogenaza).

## Literatura
- Nicholas C. Price; Lewis Stevens (1999). Fundamentals of Enzymology: The Cell and Molecular Biology of Catalytic Proteins (Third изд.). USA: Oxford University Press. ISBN 019850229X.
- Eric J. Toone (2006). Advances in Enzymology and Related Areas of Molecular Biology, Protein Evolution (Volume 75 изд.). Wiley-Interscience. ISBN 0471205036.
- Branden C; Tooze J. Introduction to Protein Structure. New York, NY: Garland Publishing. ISBN 0-8153-2305-0.
- Irwin H. Segel. Enzyme Kinetics: Behavior and Analysis of Rapid Equilibrium and Steady-State Enzyme Systems (Book 44 изд.). Wiley Classics Library. ISBN 0471303097.

## Spoljašnje veze
- L-galactonolactone+oxidase на 